# Igor Emmanuilowitsch Grabar

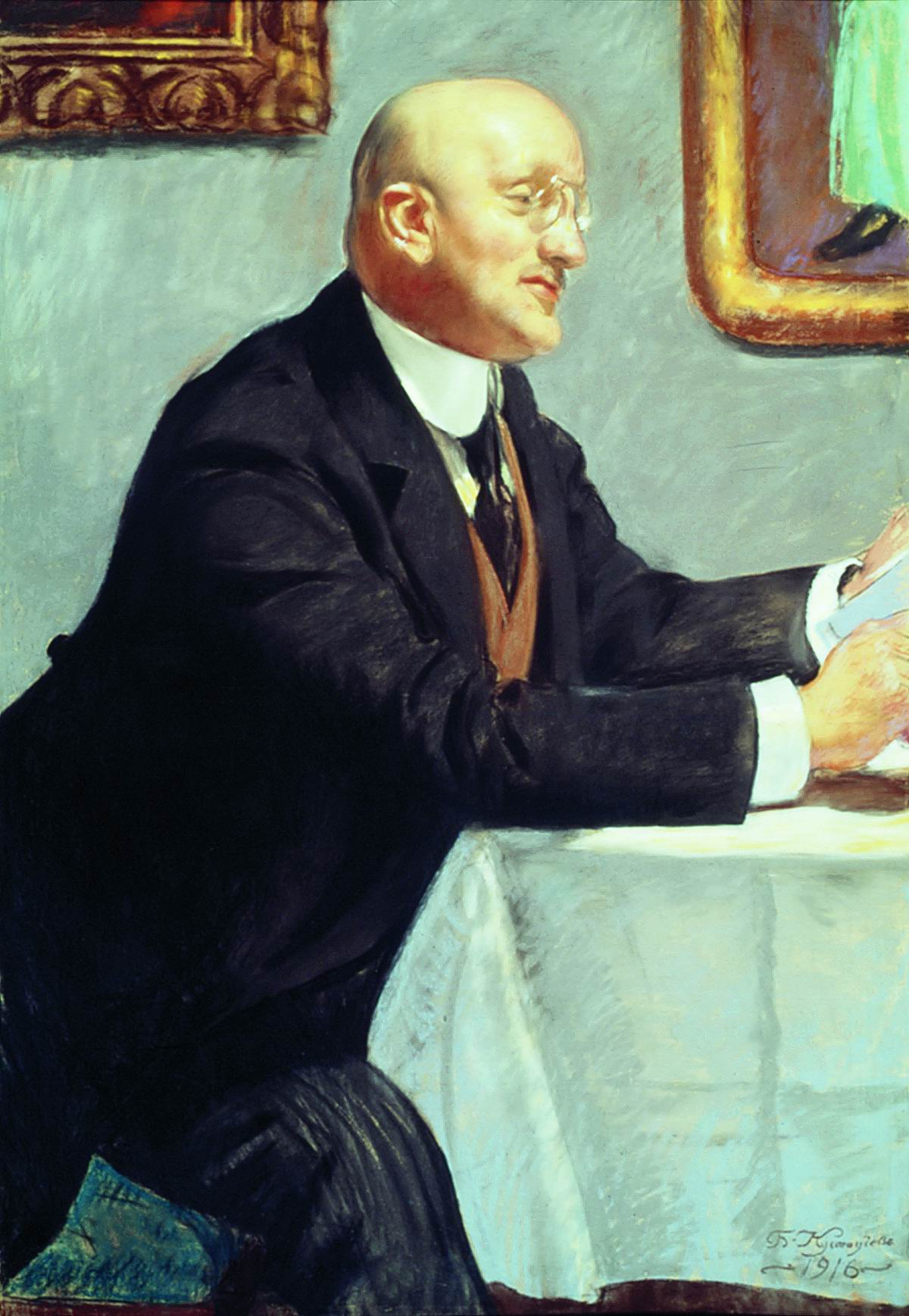
Kustodijews Porträt (1915) von Grabar

Igor Emmanuilowitsch Grabar (russisch Игорь Эммануилович Грабарь; * 25. März 1871 in Budapest; † 16. Mai 1960 in Moskau) war ein russisch-sowjetischer Maler, Kunsthistoriker und Museumswissenschaftler.

## Leben

### Schulzeit und Jurastudium
Er wurde als Sohn eines ungarischen Staatsmannes russinischer Herkunft in Budapest geboren. 1876 übersiedelte die Familie nach Russland. Igor Grabar lernte anfangs in Moskau am Lyzeum des Zarewitsch Nikolai. Ab 1889 studierte er an der juristischen Fakultät der Sankt Petersburger Universität. Er beendete sein Studium 1893.

### Kunststudium in St. Petersburg, 1894–1896
1894 trat er in die Petersburger Kunstakademie ein, und studierte bei Pawel Petrowitsch Tschistjakow und bei Ilja Jefimowitsch Repin.
Damals gehörte Grabar zu den Teilnehmern an den Jour fixes im Atelier von Marianne von Werefkin in der Peter-und-Paul-Festung in Sankt Petersburg, deren Kommandant ihr Vater war. Grabar berichtet, „von ihr hörte ich zu ersten Mal die Namen Eduard Manet, Claude Monet, Renoir, Degas und Whistler.“
Außerdem informiert er darüber, dass „an den Abenden bei ihr“ immer beider Lehrer Repin anzutreffen gewesen sei. Weiterhin berichtet er über Repin, er „schätzt ihren Verstand überaus – ihr Verstand übertrifft den seinen um vieles.“   Zu den regelmäßigen Besuchern dieser Abende gehörten z. B. auch Alexej Jawlensky und Dmitry Kardowsky.

### München, 1896–1901
Jawlensky schrieb in seinen Lebenserinnerungen über seinen Aufbruch 1896 nach München: „Und da wir, meine Freunde Grabar und Kardowskij und ich, nicht zufrieden waren mit der Art, wie an der Akademie gelehrt wurde, so beschlossen wir, zusammen mit Marianne Werefkin ins Ausland zu fahren, um weiterzustudieren.“
Grabar und Kardowsky mieteten sich in Schwabing, im vierten Stockwerk des Hauses Königinstraße 105 ein, an der Grenze zum Englischen Garten. Grabar hinterließ eine anschauliche Beschreibung dieses Stadtviertels: „Alle Künstlerwohnungen, Ateliers und die Akademie befinden sich in einem Stadtteil (Schwabing). Rundum Bäume, genau wie auf einer Datscha. Aus meinem Fenster schaue ich auf ein Feld. Die Luft ist frisch und gesund. Überhaupt ist es hier so schön, dass man, wenn die Mittel es erlauben, mit Freude lernen möchte.“
Neues gelernt haben Grabar, Jawlensky und Kardowsky in der Schule von Anton Ažbe, bei der sie sich zum Weiterstudium bereits 1896 anmeldeten. Werefkin, bei der sie sich allabends in der Giselastrasse trafen, vertieften sie das Erlernte.
Grabar verdankt man die Nachricht über Wassily Kandinskys ersten Auftritt in der Ažbe-Schule. In einem Brief vom 26. Februar 1897 schrieb er an seinen Bruder: „Da kommt so ein Herr mit einem Farbkasten, nimmt Platz und beginnt zu arbeiten. Seine Erscheinung ist typisch russisch, ja mit einem Anflug des Moskauer Universitätsmilieus und einem Hauch von Magistertum [...] Genauso haben wir [Jawlensky und Kardowsky] – kurz gesagt – den heute eingetroffenen Herrn beim ersten Anblick beurteilt: als Moskauer Magister. Und stell Dir mein Erstaunen vor, als ich tatsächlich seine deutliche russische Aussprache höre [...] Das also war Kandinsky.“
Schon im April 1897 drängte Werefkin die vier Männer zu einer Reise ins Ausland, nach Venedig. Der Grund war eine große Ausstellung von Repin. Grabar berichtete darüber, dass ganz Venedig damals von seinen Bildern berauscht gewesen sei und entzückt von „il luce di Repin“ sprach.
Auch den Besuch der historischen Kunstschätze Venedigs und weiteren italienischen Städte hatte die Werefkin gut vorbereitet. Um ihr und ihren Freunden zu ihnen freien Zugang zu bekommen, hatte sie sich im März 1897 von I. Tolstoy, dem Vizepräsidenten der kaiserlichen Akademie der Schönen Künste, ein Empfehlungsschreiben ausstellen lassen. Zumindest für Jawlensky scheint das Kulturprogramm, das absolviert wurde, recht anstrengend gewesen zu sein.
„Von 1898 bis 1901 übernahm er selbst Lehrerfunktion an dieser Schule, die in der Zeit Ažbe- und Grabarschule hieß.“

### Mir Iskusstwa
Er beteiligte sich an den Aktivitäten der russischen Künstlervereinigung Mir Iskusstwa sowie an der Vereinigung russischer Künstler. Seit 1902 nimmt Grabar an den Ausstellungen der Mir Iskusstwa teil; seine Werke werden auch im Ausland ausgestellt, so in München und Paris, z. B. an der Ausstellung des Salon d’Automne, die vom 6. Oktober bis zum 15. November dauerte 1906. Sie war für Grabar ein besonderes Ereignis, ebenso wie für seinen Kollegen Jawlensky, der in seinen Lebenserinnerungen betonte: „Es war eine internationale Ausstellung, die von Djaghilev veranstaltet war.“ Sergei Pawlowitsch Djagilew, hatte sich zwischenzeitlich in Russland den Ruf eines prädestinierten „Botschafters für russische Kunst“ erworben und hatte u. a. den Großfürsten Wladimir als Förderer und Schutzherrn für sein Unternehmen in Paris gewonnen. So war es ihm möglich, im Grand Palais mit großem Pomp in zwölf Räumen – keineswegs nur auf avantgardistische Malerei ausgerichtet   ein Spektrum abzudecken, das von der Kunst des Mittelalters über die Porträtkunst des achtzehnten Jahrhunderts bis in die Gegenwart reichte.
Djagilew hatte Léon Bakst mit der Aufgabe betraut, die Ausstellung zu hängen. In der Abteilung, die der jungen russischen Künstlergeneration vorbehalten war, zeigte er neben Grabar und Jawlensky, eigene Arbeiten und Werke u. a. von Alexander Nikolajewitsch Benois, Natalija Sergejewna Gontscharowa, Wassily Kandinsky, Michail Fjodorowitsch Larionow, Konstantin Andrejewitsch Somow und Michail Alexandrowitsch Wrubel.
Sogar auf der Weltausstellung in Rom 1909 war Grabar vertreten.

### Sachverwalter der Tretjakow-Galerie
1913 wählt ihn der Moskauer Stadtrat zum Kuratel der Tretjakow-Galerie. Diese Funktion nahm er bis 1925 wahr. Außerdem leitete er in den Jahren 1918 bis 1930 die Zentralen Restaurationsateliers in Moskau; ab 1944 war er deren wissenschaftlicher Leiter.

### Nach der Oktoberrevolution
Nach der Oktoberrevolution 1917 beschäftigte sich Grabar weiterhin aktiv mit der Malerei, indem er jetzt auch offizielle Auftragsarbeiten schuf. Abgesehen von seinem malerischen Schaffen nimmt in seinem Leben die wissenschaftliche Arbeit einen großen Raum ein. Er publizierte viel in Zeitschriften der Kunstszene, wie der Mir Iskusstwa, dem Apollon u. a.
Als Kunsthistoriker machte er sich einen Namen als Mitherausgeber und Co-Autor der dreizehnbändigen „Geschichte der russischen Kunst“.

### Politkarriere
Grabar erlangte hohe Positionen in der sowjetischen Kulturhierarchie, was darin gipfelte, dass er 1941 mit der höchsten Auszeichnung des Sowjetstaates, dem Stalinpreis, geehrt wurde.
In den 1930er Jahren hatte er seinen früheren Malstil zugunsten eines dem Regime angepassten Realismus aufgegeben und feierte besondere Erfolge durch Darstellungen von Stalin oder dessen Tochter Swetlana.
Seit 1943 war er Mitglied der Akademie der Wissenschaften der UdSSR.

### Mitorganisator der sowjetischen „Trophäen-Brigaden“
Grabar wurde als „aalglatter“ Taktiker beschrieben, der „die Gunst eines jeden Regimes zu erlangen wisse“. Von ihm als einem Kenner der deutschen Kunst und Kultur stammte die gegen Ende des Zweiten Weltkriegs entwickelte Idee einer sowjetischen Vergeltung für die Kunsträubereien der Nazis in Russland. Er ist der „geistige Urheber“ und Mitorganisator der sowjetischen „Trophäen-Brigaden“, die nicht nur das Gold von Troja verschleppten. 1943–1945 leitete er das Expertenbüro der Staatlichen Sonderkommission, die die Listen der aus Deutschland abzutransportierenden Kunstwerke erstellte. Unter dem Begriff Beutekunst ging dieses traurige Kapitel des Zweiten Weltkrieges in die Geschichte ein. Heute ziert Grabars Name in Moskau ein Institut für Kunst und Restaurierung.
Grabar wurde 1956 zum Volkskünstler der UdSSR ernannt.

### Stilistische Entwicklung
Grabar entwickelte seine Malerei vom Realismus zum Impressionismus und hat darüber hinaus einen subtilen Neoimpressionismus eigener Prägung hervorgebracht, um in den 1930er Jahren aus politisch opportunistischen Gründen zum Realismus zurückzukehren.

## Werke (Auswahl)
- Dame mit Hund (1899)
- Septemberschnee (1903)
- Februarhimmel (1904)
- Weißer Winter. Das Nest der Saatkrähen (1904)
- Heller Herbstabend (1923)
- Sonniger Wintertag (1941)

## Schüler
- Pjotr Nikolajewitsch Andrianow
- Taiccija Kirillowna Afonina
- Tschingis Gabdurachmanowitsch Achmarow
- Matilda Michailowna Bulkakowa
- Wladimir Nikolajewitsch Gawrilow
- Wladimir Georgijewitsch Premitskich
- Tatjana Pawlowna Kaschdan
- Galina Pawlowna Konopazkaja
- Juri Petrowitsch Kugatsch
- Alexander Iwanowitsch Laktionow
- Andrei Andrejewitsch Mylnikow
- Nikolai Fjodorowitsch Nowikow
- Olga Iljinitschna Podobedowa
- Wiktor Grigorjewitsch Zyplakow
- Marija Pawlowna Tschernuchina